# Nephrolepis obliterata
Nephrolepis obliterata là một loài dương xỉ trong họ Nephrolepidaceae. Loài này được R. Br. J. Sm. mô tả khoa học đầu tiên năm 1842.